# Árva Pál
Árva Pál, teljes nevén Árva Pál Péter (Nyíregyháza, 1887. március 9. – Miskolc, 1935. július 31.) építészmérnök.

## Élete
Árva Pál ácsmester és Milotinovics Karolin fiaként született, iskoláit Miskolcon végezte. 1904-ben a református főgimnáziumban érettségizett. Ezután Budapesten tanult a József Nádor Műegyetemen, ahol 1908-ban szerezte meg építészmérnöki diplomáját. Végzés után rövid időre Olaszországba ment tanulmányútra, de még ebben az évben visszatért Miskolcra, ahol a városi építészeti hivatalnál helyezkedett el. 
Hivatalnoki munkáját 1910-ben adta fel, mert önálló tervező-kivitelezőirodát nyitott, de a városi törvényhatóság építészeti szakbizottságának továbbra is tagja maradt, majd elnöke lett. Az első világháború idején, 1914-től másfél éves frontszolgálatot teljesített, ott is az építészeti szaktudását használták ki. 
A kezdetektől kapcsolatban állt a helyi sajtóval, alapítója volt az 1933-ban induló, a Nemzeti Egység Pártját támogató Felsőmagyarország című napilapnak, később pedig ügyvezető igazgatója a Magyar Jövőt megjelentetendő részvénytársaságnak. A Nemzeti Egység Pártja miskolci szervezetének központi titkára volt, kormányfőtanácsosi címet kapott. Sajtóbeli méltatása szerint „egész közéleti szereplésében túlnőtt az úgynevezett pártkereteken, célkitűzései, munkája egyetemes nemzeti és magyar célokat szolgált”.
Felesége Dobó Gizella volt, négy gyermekük született: Pál, Gizella, Mária (négyéves korában agyhártyagyulladásban meghalt) és Klára. Árva Gizella révén a család története összekapcsolódik Miskolc másik nevezetes személyisége, Weidlich Pál családjával, ugyanis az ő elsőszülött fia, Weidlich László volt a férje. Árva Pál halála után építészirodája 1939-ig még működött, akkor szűnt meg. Egyemeletes családi háza a Papszer 20. (akkor 18. szám) alatt ma is áll. Sírja a mindszenti római katolikus temetőben található. 
Számos magánházat és középületet tervezett, illetve épített, nem csak Miskolcon: ilyen többek között a Miskolci Bányakapitányság székháza a Soltész Nagy Kálmán utcán, a Miskolci Takarékpénztár épülete a Széchenyi utca és a Kandia köz sarkán, az egykori Uránia filmszínház (ma a Művészetek Háza), a Biztosító palota a Széchenyi utcán, a Kis-Hunyad utcai általános iskola, a Rosenberg-ház a főutcán, a Soltész Nagy Kálmán utcai MÁV bérházak, a Bottyán János utcai Járványkórház (az Erzsébet kórház területén), a Hodobay-telepi városi bérházak, a rakacai görögkatolikus templom. Építési vállalkozóként a nevéhez fűződik a Postapalota, a Korona szálló belső átalakítása, az Igazságügyi palota emeletráépítése, az evangélikus tanítóképző a Dayka Gábor utcában stb.

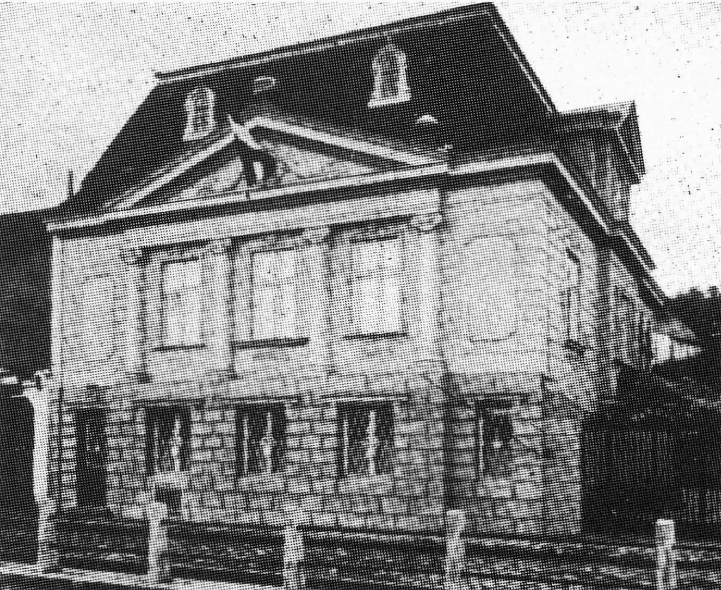
Családi háza a Papszeren, 1929 előtt
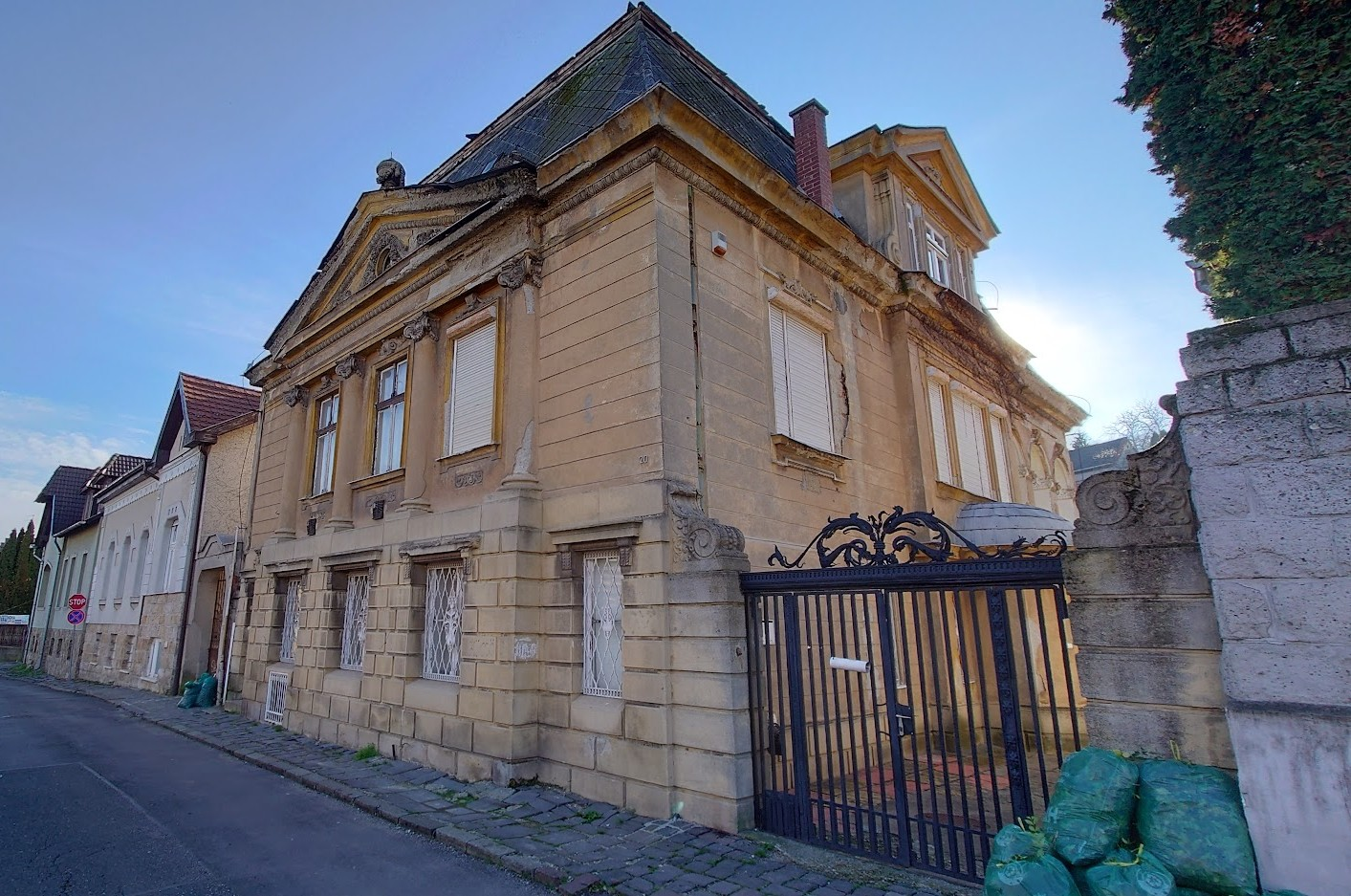
A családi ház 2022-ben
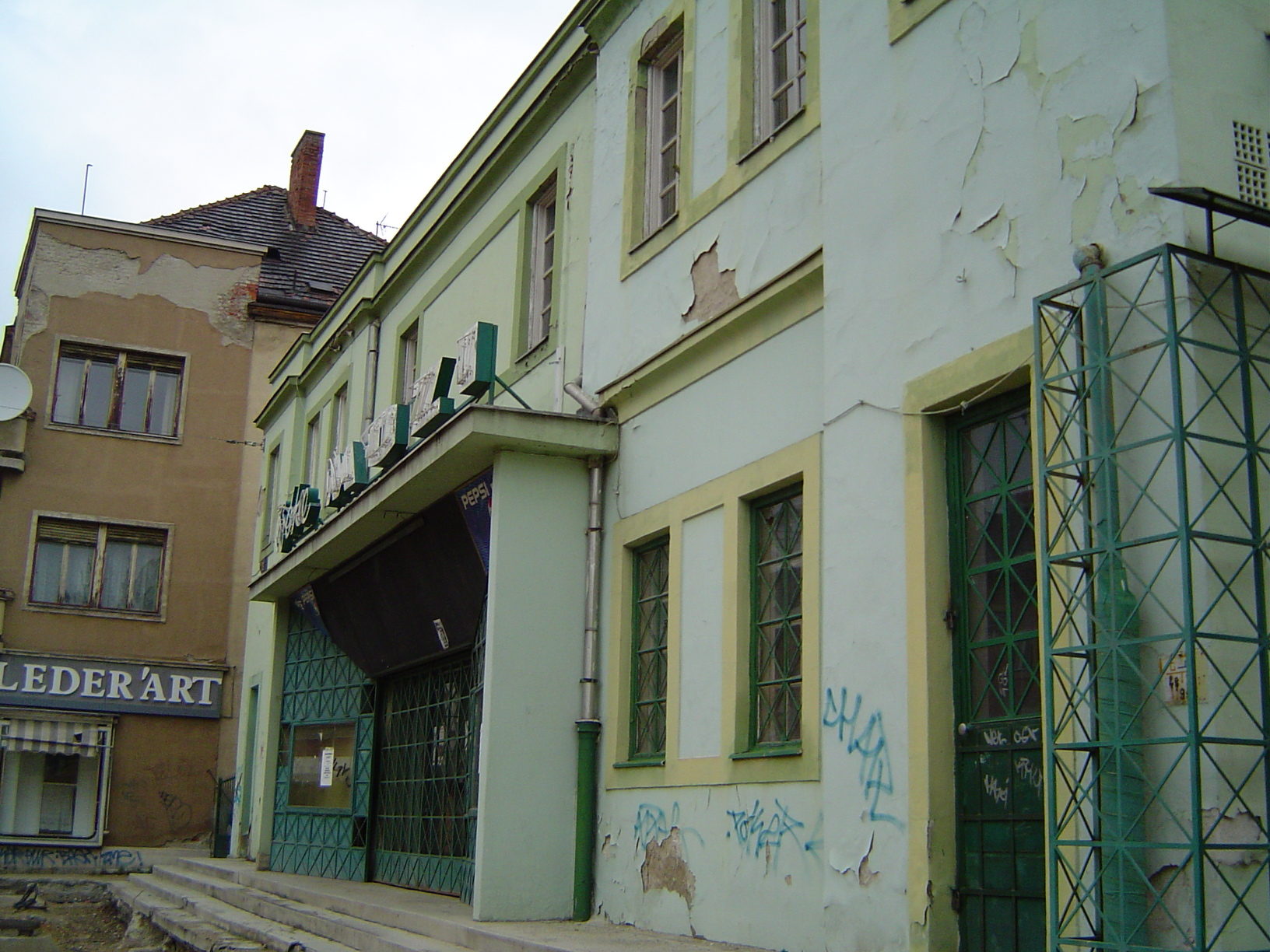
Az egykori Uránia, majd Béke mozi 2005-ben, az átépítés előtt
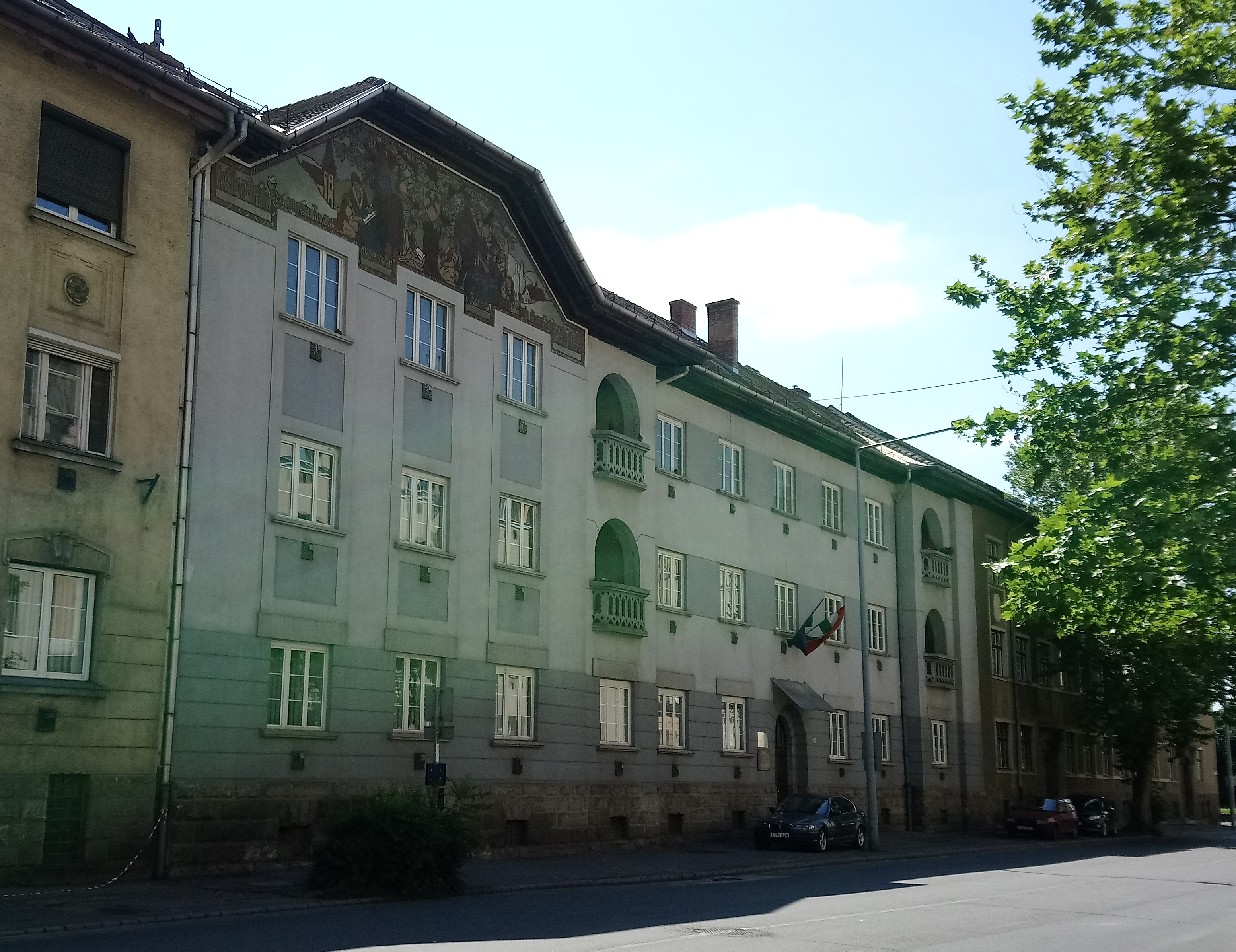
Bányakapitányság Soltész Nagy Kálmán utca 5.
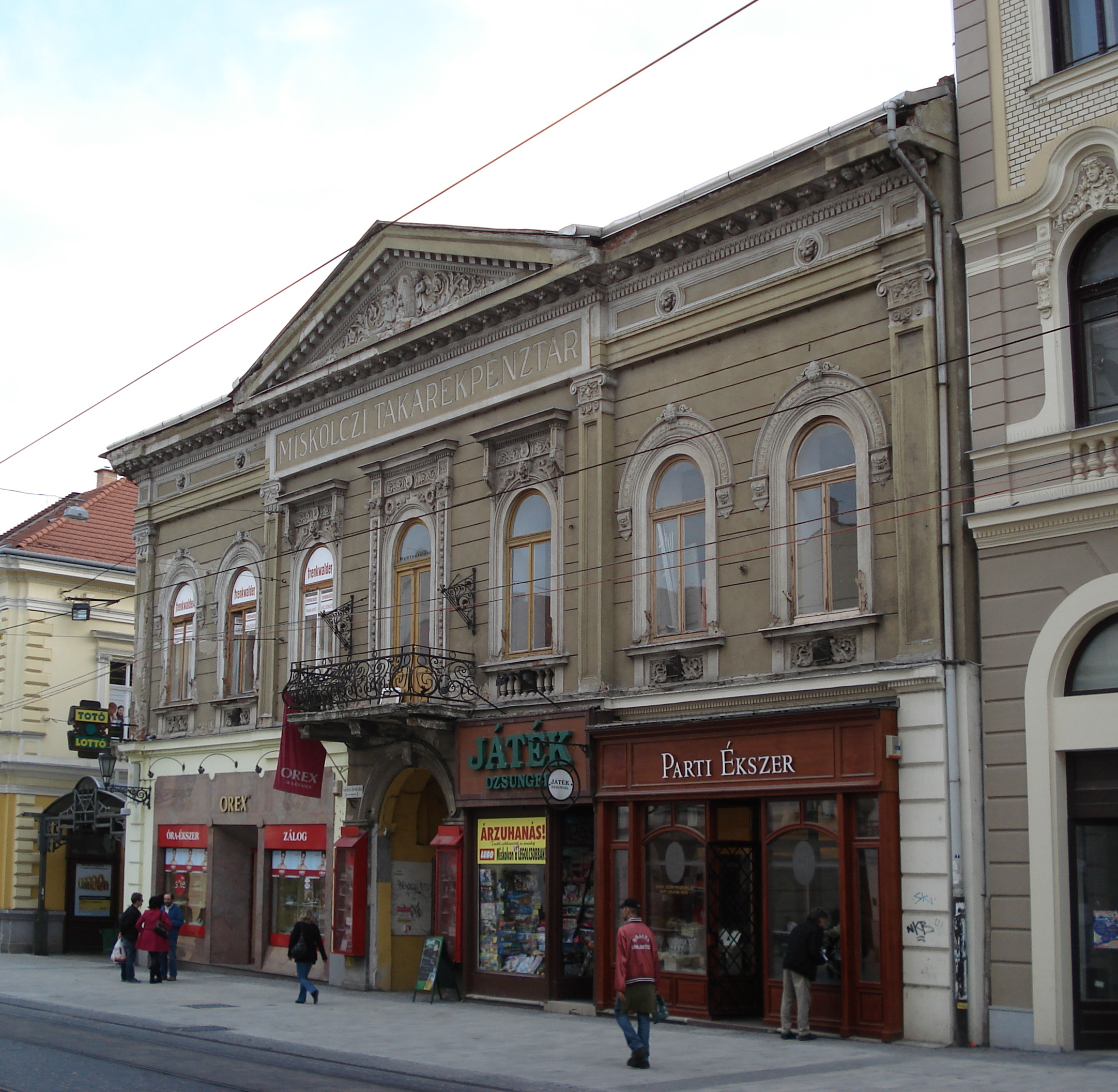
Takarékpénztár Széchenyi utca 26.
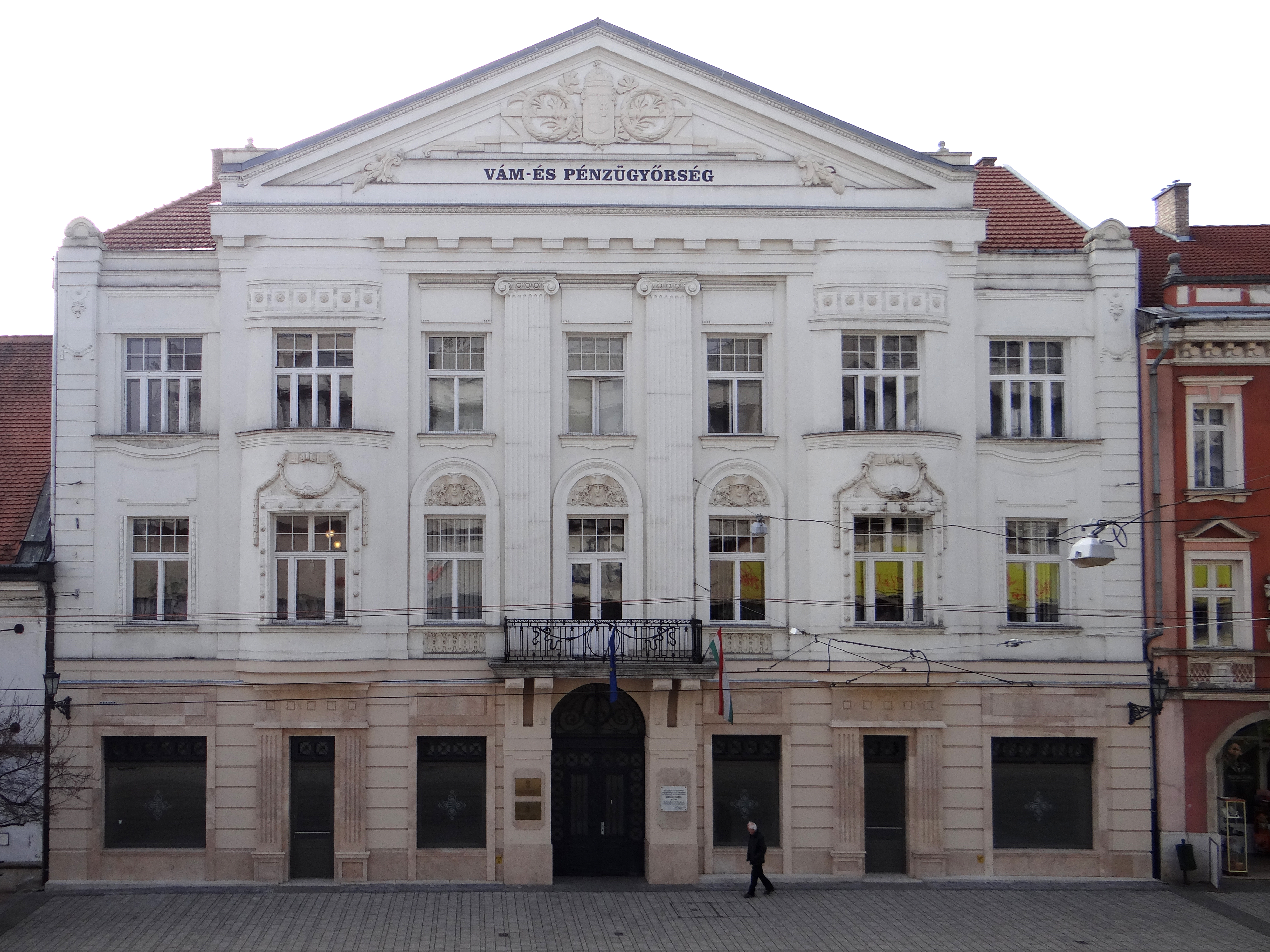
Biztosító palota Széchenyi utca 10.